# Sphagnum antarense
Sphagnum antarense är en bladmossart som beskrevs av Roelof J.van der Wijk och Zanten in Zanten 1964. Sphagnum antarense ingår i släktet vitmossor, och familjen Sphagnaceae. Inga underarter finns listade i Catalogue of Life.